# Хеморецепция
Хеморецепция — способность организмов воспринимать химические стимулы в окружающей среде либо во внутренней среде организма и реагировать на них. Первичный процесс хеморецепции — взаимодействие вещества-раздражителя с трансмембранными белковыми комплексами, активирующими внутриклеточную сигнальную цепь. Хеморецепция является эволюционно наиболее древним видом рецепции и свойственна всем видам — от прокариот до млекопитающих.
Хеморецепция экзогенных сигналов (экстерохеморецепция) ответственна за различные поведенческие и физиологические реакции — от хемотаксиса прокариот под влиянием градиента питательных веществ до сложного кооперативного поведения общественных насекомых, в котором хеморецепция эндогенных сигнальных веществ — феромонов — обеспечивает коммуникации между особями. У высокоорганизованных наземных животных (позвоночные, насекомые) в ходе эволюции развились специализированные органы экстерохеморецепции — обоняния и вкуса.
Хеморецепция эндогенных сигналов (интерохеморецепция) присуща многоклеточным и обеспечивает физиологические реакции на изменения внутренней среды организма и пути передачи химических сигналов между различными тканями и органами — гуморальную регуляцию.

## Механизмы хеморецепции
Один и тот же фактор вызывает разные реакции живого организма в зависимости от точки приложения. Например, такой фактор, как кислотность водных растворов, или наличие в газовой среде кислот (pH) может быть воспринят обонятельными рецепторами как «острый запах», слизистой рта — как кислый вкус, кожей — как жжение; или же воспринят стенками аорты (неосознаваемая физиологическая реакция сосудистой системы человека); изменение концентрации углекислого газа в крови и в воздухе так же вызывает разный эффект, в частности дыхательного центра, направленные на устранение гиперкапнии или, наоборот, гипокапнии.
Химический сигнал преобразуется в потенциал действия. Хеморецепторы могут быть очень различны по своей природе и потому по-разному реагировать на одно и то же вещество — в зависимости от точки его приложения (нос, рот, кожа и т. п.).